# 신한동해오픈
신한동해오픈(Shinhan Donghae Open)은 1981년부터 매년 대한민국에서 개최되는 남자 프로 골프 대회이다. 신한금융지주가 대회의 후원을 맡고 있다.